# Нижній Іскуш
Нижній Іску́ш (рос. Нижний Искуш) — село у складі Білокатайського району Башкортостану, Росія. Адміністративний центр Нижньоіскушинської сільської ради.
Населення — 394 особи (2010; 467 у 2002).
Національний склад:
- росіяни — 92 %